# Fritz Fickeisen
Fritz Fickeisen (* 24. Dezember 1897 in Kusel; † 29. September 1969 ebenda) war ein deutscher Politiker (SPD).

## Leben
Fickeisen besuchte die Volksschule und die Fortbildungsschule. Danach machte er eine Ausbildung als Müller. Von 1928 bis 1932 war er Gausekretär als Arbeitsinvalide und nach 1933 arbeitslos. Später war er als Gelegenheitsarbeiter tätig und war 1933 bis 1934 im KZ Dachau interniert. Ab 1937 war er bei einer Privatkrankenkasse tätig und leistete von 1940 bis 1945 Kriegsdienst. Ab 1946 war er Angestellter.

## Politik
Seit 1919 gehörte Fickeisen der SPD an und wurde 1926 SPD-Ortsgruppenvorsitzender. Von 1928 bis 1933 war er Mitglied des Stadtrats Kusel und Leiter der SAJ. In der Zeit des Nationalsozialismus konnte er seine politische Tätigkeit nicht fortsetzen. Nach dem Krieg war er 1946 Mitglied des Kreistags und 1948 Kreisdeputierter. 1947 wurde er erneut Mitglied des Kreistags Kusel und 1956 Beigeordneter in Kusel. Er war bis 1964 Kreissekretär der SPD.
1947 wurde er in den ersten Landtag Rheinland-Pfalz gewählt, dem er zwei Wahlperioden lang bis 1955 angehörte. Im Landtag war er Mitglied im Ernährungs- und Versorgungsausschuss, Flüchtlingsausschuss, Grenzlandausschuss, Rechts-, Geschäftsordnungs- und Petitionsausschuss. In der zweiten Wahlperiode war er Mitglied im Grenzlandausschuss.
Er wurde mit dem Bundesverdienstkreuz Erster Klasse ausgezeichnet.